# Parapsyllus taylori
Parapsyllus taylori är en loppart som beskrevs av Jordan 1942. Parapsyllus taylori ingår i släktet Parapsyllus och familjen Rhopalopsyllidae. Inga underarter finns listade i Catalogue of Life.